# Karl Jatho
Karl Georg Ernst Otto Jatho född 3 februari 1873 i Hannover död 8 december 1933 var en tysk cykel- och bilkonstruktör och även flygpionjär.
Efter avslutad skolgång anställdes Jatho vid Hannovers tekniska avdelning. Han utmärkte sig som idrottsman och blev känd som en duktig cyklist. Han inledde tillverkning av egna cyklar och när bilproduktionen kom igång gav han sig in även där.
Jatho påverkades av Lilienthals flygförsök och började 1896 bygga ett glidflygplan vid Wahrenwalde Heide norr om Hannover. Under de kommande åren letade han efter lätt och stark bensinmotor som han skulle kunna använda till ett flygplansbygge. Han försökte intressera industrimän om finansiellt stöd för sin forskning, men dessa avböjde bara hans förfrågan. Han skrev ett brev till Industrie- und Motorluftsciffartgesellschaft i Berlin om möjligheten att få fram lätta motorer. I organisationens svar 30 oktober 1908 hänvisade man till att man inte såg någon praktisk användning av en flygmaskin.
1911 hade Jatho en flygmaskin byggd med en stomme av stålrör försedd med en 50 hästkrafters vattenkyld Argusmotor. Vid flygförsöken flög han en 2 100 meter lång sträcka på en höjd av 26 meter. Han insåg att motorn var för svag för att ge bättre höjd. Han bytte ut motorn mot en starkare. Vid flygproven över Hannover 1912 nådde han på sin 18 minuter långa flygning höjder mellan 800 och 1 000 meter. Efter den lyckade provflygningen bildade han fabriken Hannoversche Flugzeugwerke, där han tillverkade flygplan till försäljning. Som vanligt vid tidpunkten öppnade han en flygskola för att de blivande köparna skulle kunna framföra sina flygplan. När första världskriget bröt ut räknade Jatho med att få producera ett stort antal flygplan till den tyska armén, men arméledningen ansåg att hans fabrik och produktionskapacitet var för liten för att klara stora armébeställningar. Jatho tvingades återvända till sin kommunala tjänst vid Hannovers tekniska avdelning för att kunna försörja sig. Han fortsatte som flygare fram till 1928, då han på grund av sjukdom blev lam i benen.  
Från visst tyskt håll hävdas det att Jatho flög en 24 kilometer lång sträcka med ett biplan 18 augusti 1903, fyra månader före bröderna Wright. En minnessten med inskriptionen Dem ersten Motorflieger der Welt är rest på Hannovers Engesohde. 
- Wikimedia Commons har media som rör Karl Jatho.